# Börsenblatt
Börsenblatt – Wochenmagazin für den Deutschen Buchhandel, jusqu'en 2002 Börsenblatt für den Deutschen Buchhandel, est l'organe de l'association Börsenverein des Deutschen Buchhandels. 
La publication, fondée en 1834, est la revue avec le plus haut niveau de publicité et de diffusion dans l'industrie allemande du livre. Elle a d'abord été publiée une fois, puis deux fois par semaine et même tous les jours pendant de nombreuses années. Börsenblatt est publiée par le service marketing et édition de la librairie. Elle informe le public professionnel ainsi que les lecteurs privés de l'actualité du marché du livre. Depuis janvier 2013, la revue spécialisée est publiée en rotation hebdomadaire sous les titres Börsenblatt Magazin et Börsenblatt Spezial. Börsenblatt Spezial souligne les tendances au sein des différents groupes de produits. Les dernières nouvelles de l'industrie sont publiées sur la page d'accueil du magazine. 